# Weltner Andor
Weltner Andor (Pápa, 1910. október 19. – Budapest, 1978. szeptember 21.) jogtudós, egyetemi tanár, az állam- és jogtudományok doktora, a Magyar Tudományos Akadémia levelező tagja. A munkajog területén a legkiemelkedőbb hazai szaktekintélyek közé tartozott. Átfogó munkajogi tudományos munkássága mellett a munkaszociológia és a munkavédelem jogi vonatkozásaival is foglalkozott.

## Életútja
Szülei Weltner Sándor (1875–1959) orvos ezredes és Lővy Margit voltak. Apai nagyszülei Weltner Károly (1837–1915) kereskedő és Kohn Rozália (1840–1920), anyai nagyszülei Lővy Adolf (1847–1908) kincstári szállító és Wohl Matild voltak. Schulhof Izsák budai tudós rabbi leszármazottja.
Jogtudományi doktori oklevelét 1932-ben szerezte meg a Pázmány Péter Tudományegyetemen. 1932–1933-ban sorkatonai szolgálatát teljesítette az I. honvéd gyalogezred karpaszományosaként. Leszerelését követően, 1933 és 1937 között előbb szülővárosában, Pápán, Kaufmann Andornál, majd a fővárosban dolgozott ügyvédjelöltként. 1937-ben sikeresen letette a bírói és ügyvédi vizsgát, ezt követően 1942-ig Glücksthal Andor ügyvédi irodájában volt alkalmazott. 1942–1943-ban a keleti fronton, a Don-kanyarban, 1944-ben Zirc és Hatvan környékén volt munkaszolgálatos. Röviddel ezután a buchenwaldi koncentrációs táborba deportálták, ahonnan előbb Offenburgba, majd Dachauba került. A tábor felszabadítását követően 1945 augusztusában tért haza Magyarországra.
1945-ben Budapesten megnyitotta saját ügyvédi irodáját, amely 1948-ig működött. Ezzel párhuzamosan 1946-tól oktatott a Pázmány Péter (1950-től Eötvös Loránd) Tudományegyetem munkajogi tanszékén mint megbízott előadó, 1948-ban pedig a gazdasági munkajog magántanárává habilitált a Magyar Agrártudományi Egyetemen. 1948-ban több társával együtt megalapították Magyarország első ügyvédi munkaközösségét, ahol 1949-ig dolgozott. 1949-től 1952-ig a nehézipari minisztérium jogi főosztályán, illetve a kohó- és gépipari minisztérium önálló jogi osztályán folyó munkát vezette. 1951-ben megbízást kapott az ELTE munkajogi tanszékének vezetésére. 1952-ben sikeres védését követően az állam- és jogtudományok kandidátusa lett. Oktatói, tanszékvezetői munkája mellett 1956–1957-ben a jogtudományi kar dékáni, 1957–1958-ban dékánhelyettesi tisztségét látta el. 1968-tól több külföldi egyetemen előadott vendégprofesszorként (Bécs, Göttingen, Linz, London, Róma, Tampere). 1971-ben megszerezte az állam- és jogtudományok doktora címet.
Oktatói pályájával párhuzamosan, 1952-től 1972-ig volt a Nemzetközi Munkaügyi Szervezet (ILO) kormányszakértője.

## Munkássága
Pályája kezdetén érdeklődése elsősorban a gazdasági jog egyes kérdéseire irányult. Behatóan foglalkozott például a devizakorlátozás magánjogi vonatkozásaival, később, az 1950-es években pedig a tervgazdálkodás törvényi szabályozásával is. A gazdasági jog tudományos vizsgálata örvén jutott el a munkajog területére, amelynek kiemelkedő szakértője és tudósa lett. A második világháborút követően jelentősen hozzájárult a munkajog alkotmányjogi és magánjogi rendszerének magyarországi kialakításához, az 1951. évi munkatörvénykönyv kodifikációjához. A magyar munkajogi szabályozás átfogó ismeretében több törvény és jogintézmény magyarázatát készítette el: közületi vállalatok fegyelmi felelőssége, a munka törvénykönyve (társszerzőként), érvénytelenség a munkajogban, munkaszerződés stb.
A szorosan munkajogi kérdések mellett előszeretettel vizsgálta a szocialista munkaszervezés egyes vonatkozásait, így például a munkafegyelem kérdését és lehetséges jogi szabályozását, a gazdálkodó és társadalmi szervek munkaszervezetét és munkaügyi gyakorlatát, az üzemi demokráciát és átfogóan a munkavédelem jogi környezetét.
Pályája során mintegy tizenöt jogtudományi monográfiát, kétszáz szakpublikációt, több, számos kiadást megért munkajogi tankönyvet és egyetemi jegyzetet írt. 1945-től 1956-ig szerkesztette a Jogtudományi Közlöny című lapot, de állandó munkatársa volt több hazai és külföldi szakfolyóiratnak is. A Közgazdasági és Jogi Könyvkiadónál Nagy Lászlóval közösen szerkesztették az 1966-tól megjelenő Munkajogi Kézikönyvek sorozatot.

### Társasági tagságai és elismerései
1970-ben a Magyar Tudományos Akadémia levelező tagjává választották, 1977-től haláláig elnökölte az MTA állam-, jog- és munkatudományi bizottságának munkáját. 1955-től 1977-ig a Magyar Jogászszövetség munkajogi szakosztályának elnöke volt, s elnökként irányította a Tudományos Ismeretterjesztő Társulat munkajogi bizottságának tevékenységét is.
Jogtudományi munkássága elismeréseként 1966-ban megkapta az Akadémiai Díj első fokozatát.

### Főbb művei
- Gazdasági jog. Budapest: Magyar Magánalkalmazottak Szabad Szakszervezete. 1949.  = Gazdaság Könyvtára,   (összeállította Vadas Györggyel)
- A munka törvénykönyve és végrehajtási szabályai. Összeáll. és a magyarázatokat írta Mikos Ferenc, Nagy László, Weltner Andor. Budapest: Jogi. 1953.
- A magyar munkajog: Egyetemi tankönyv. Budapest: Tankönyvkiadó. 1955.
- Az érvénytelenség és orvoslása a munkajogban. Budapest: Közgazdasági és Jogi. 1960.
- A szocialista munkajogviszony és az üzemi demokrácia. Budapest: Akadémiai. 1962.
- A munkavédelem jogi szabályai. Budapest: Közgazdasági és Jogi. 1963.
- A szocialista munkaszerződés. Budapest: Közgazdasági és Jogi. 1965.
- A munkafegyelem. Budapest: Közgazdasági és Jogi. 1966.  = Munkajogi Kézikönyvek,
- A magyar munkajog. Budapest: Tankönyvkiadó. 1966.   (Nagy Lászlóval)
- Az egészség és testi épség védelme: Munkavédelem. Budapest: Közgazdasági és Jogi. 1970.
- Fundamental traits of socialist labour law, with special regard to Hungarian legislation. Budapest: Akadémiai. 1970.